# Panczewe
Panczewe (ukr. Панчеве) – wieś na Ukrainie, w obwodzie kirowohradzkim, w rejonie nowoukraińskim, w hromadzie Nowomyrhorod. W 2017 liczyła ok. 1500 mieszkańców.